# Thierry Illouz
 (novembre 2013).
Thierry Illouz, né en 1961 à Sétif en Algérie, est avocat, romancier, auteur de pièces de théâtre et de chansons.

## Biographie
Thierry Illouz est également l'auteur d'un certain nombre d'articles paru dans l'hebdomadaire Politis et dans Vents contraires, la revue collaborative du Théâtre du Rond-Point et dans La Nouvelle Quinzaine littéraire.
En 2011, il intervient au Théâtre du Rond-Point dans le cadre de la thématique des conférences Fictions du Monstre. Son texte sera repris sur scène du 14 au 16 juin 2012 par François Morel dans ce même théâtre.

## Œuvres

### Romans
- Quand un soldat (2003)
- J'ai tout (2003)
- L'Ombre allongée (2004)
- La nuit commencera (2014) - prix Simenon 2015

### Récit
- Même les monstres (2018), en sélection pour le prix Femina dans la catégorie Essais

### Théâtre
- 2010 : Corps de police Cette pièce a été jouée au théâtre de L’Opprimé en septembre 2010 et reprise à partir du 27 janvier 2011 au Studio Théâtre de Stains et à Montpellier au Carré Rondelet du 15 au 20 février 2011.
- 2010 : Papa au paradis
- 2009 : Bord de mer
- 2009 : Les Invités, pièce à un personnage pour Yves Heck Cette pièce sera créée à la Loge (Paris 11) du 30 octobre au 11 novembre 2012. Elle y fait l'objet d'une reprise de 21 avril au 1er mai 2015[3].
- 2007 : Pitbull
- 2004 : J'ai tout Cette pièce a été lue lors du festival d'Avignon en 1999 dans le cadre des « Textes Nus » (SACD) par Charles Berling. Elle a été mise en scène pour la première fois au Théâtre du Rond-Point en 2007 par Jean-Michel Ribes et interprétée par Jean-Damien Barbin.
- 2004 : Passez
- 2002 : Malédiction

### Chansons
- 2018 : La petite musique (pour Caroline Loeb
- 2018 : Tout a été trop (pour Caroline Loeb
- 2012 : La passerelle (pour Juliette Greco)
- 2012 : Le pianiste (pour Art Mengo)
- 2010 : Je m'sens bien (pour Maurane)
- 2009 : Je n'ai jamais été (pour Juliette Gréco)
- 2009 : Je me suis réveillé fragile (pour Art Mengo)
- 2009 : Isadora (Prohom)
- 2008 : Précieuse (Delphine Volange)
- 2008 : Je n'ai que ça (Maurane)
- 2008 : Mélodie (Florent Richard)
- 2008 : Au fond des mers (Mathieu Johann)
- 2007 : L'attente, à deux (Lambert Wilson)
- 2006 : De quoi c'est fait (Clarika)
- 2006 : Paloma dort (Eddy Mitchell)
- 2005 : La clé des champs (Lokua Kanza)
- 2005 : Donne-moi le temps (Lokua Kanza)
- 2004 : Blanche (Enzo Enzo)
- 2003 : Lettre à Milena (Art Mengo)
- 2002 : Trop (Mila)
- 2002 : Légère (Mila)

### Autres
- 2011 : Weepers Circus, N'importe où, hors du monde Livre-disque dans lequel participent une quarantaine d'invités aux titres d'auteurs ou d'interprètes : Thierry Illouz y signe un texte inédit (non mis en musique) consacré à sa propre interprétation de ce titre énigmatique de N'importe où, hors du monde Éditions du Seuil.